# صندوق إيرادات الغاز الطبيعي
صندوق إيرادات الغاز الطبيعي هو صندوق الثروة السيادي المقترح لتنزانيا والمتوقع إطلاقه في أكتوبر 2014 أو فبراير 2015 بعد سن مشروع قانون من قبل الجمعية الوطنية. سيدير الإيرادات المتأتية من بيع الغاز الطبيعي. اعتبارًا من أبريل 2014 تمتلك تنزانيا احتياطيًا من الغاز القابل للاستخراج يبلغ 43.1 تريليون قدم مكعب. سيُدار الصندوق من قبل بنك تنزانيا. ومع ذلك، وفقًا لشركة بي إف سي للطاقة تم اكتشاف 25 إلى 30 تريليون قدم مكعب من موارد الغاز الطبيعي القابلة للاسترداد في تنزانيا منذ عام 2010.